# 海蘭帕克 (密歇根州)
海蘭帕克（英語：Highland Park）是一個位於美國密歇根州韋恩縣的城市。

## 人口
根據2020年美國人口普查的數據，海蘭帕克的面積為7.69平方千米，當中陸地面積為7.69平方千米，而水域面積為0.00平方千米。當地共有人口8977人，而人口密度為每平方千米1,167人。